# Lac Manly
Pour les articles homonymes, voir Manly.
Le Lac Manly était un lac proglaciaire présent dans la Vallée de la Mort aux États-Unis, avant la désertification de la région. Ce lac disparut à cause de l'évaporation et de son isolement vis-à-vis du bassin hydrographique du fleuve Colorado. Aujourd'hui, le lac n'existe plus mais un grand aquifère se trouve dans le sous-sol

## Histoire
Le lac existait pendant une période dite pluviale par les géologues (plutôt que glaciale parce que les glaciers ne descendaient pas jusqu'à ces latitudes). Mais les eaux de fonte des glaciers et les températures plus froides qu'aujourd'hui avaient alors fortement influencé la vallée.
Les géologues appellent donc lac Manly toutes les manifestations de cette ancienne étendue d'eau aujourd'hui disparue. Son nom vient de William L. Manly, l'un des pionniers qui traversa la vallée de la Mort en 1849. Pendant le grand âge glaciaire, il y a quinze mille ans, le lac a connu sa plus grande extension (150 à 200 m de profondeur, 6 à 7 km de large et environ 70 km de long) et était alimenté par trois rivières et de nombreux ruisseaux. Le lac a disparu par évaporation à cause du réchauffement général de la planète. L'autre raison est l'isolement du lac par rapport au bassin du Colorado. Cependant, il reste en profondeur des nappes d'eau souterraine. L'aquifère était alimenté par les eaux de la rivière Amargosa et de la Salt Creek. Il est visible à Bad Water. Les inondations de 2005 ont permis au Lac Manly de réapparaître temporairement et sur une petite surface ; mais il s'est évaporé très rapidement, laissant une boue salée qui sécha vite.
Cependant, les dépôts salins que l'on peut facilement observer aujourd'hui sont le produit d'un lac plus ancien qui s'est asséché il y a seulement quelques milliers d'années.
Shoreline Butte possède un ancien littoral encore facile à interpréter et qui montre encore l'effet des vagues de l'ancien lac Manly. Ces formes ont été créées par les différents niveaux atteints par le lac dans le temps—en effet, un lac ancien et ne disposant d'aucune sortie naturelle d'évacuation voit son niveau évoluer avec le temps et les évolutions du climat.